# Micropholis gnaphaloclados
Micropholis gnaphaloclados är en tvåhjärtbladig växtart som först beskrevs av Carl Friedrich Philipp von Martius, och fick sitt nu gällande namn av Jean Baptiste Louis Pierre. Micropholis gnaphaloclados ingår i släktet Micropholis och familjen Sapotaceae. IUCN kategoriserar arten globalt som nära hotad. Inga underarter finns listade i Catalogue of Life.